# 辦公室

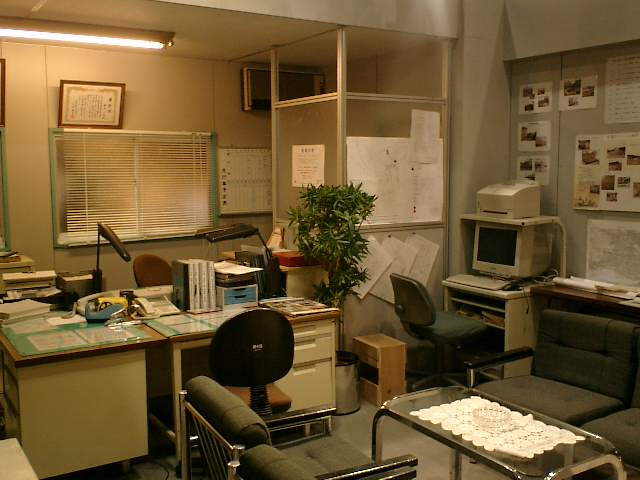
小企業辦公室

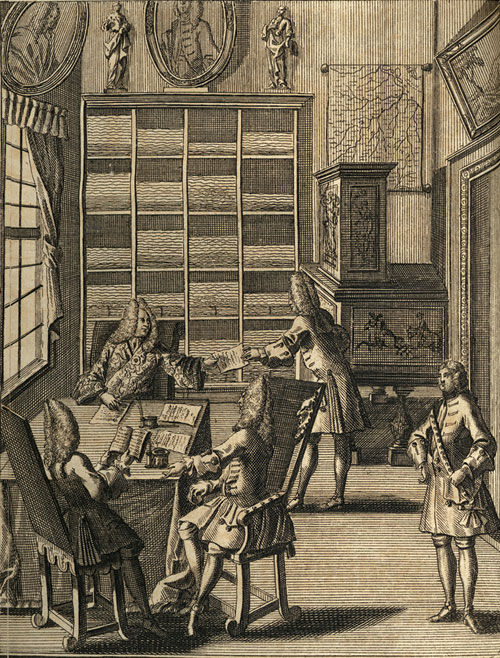
1719年的英國辦公室

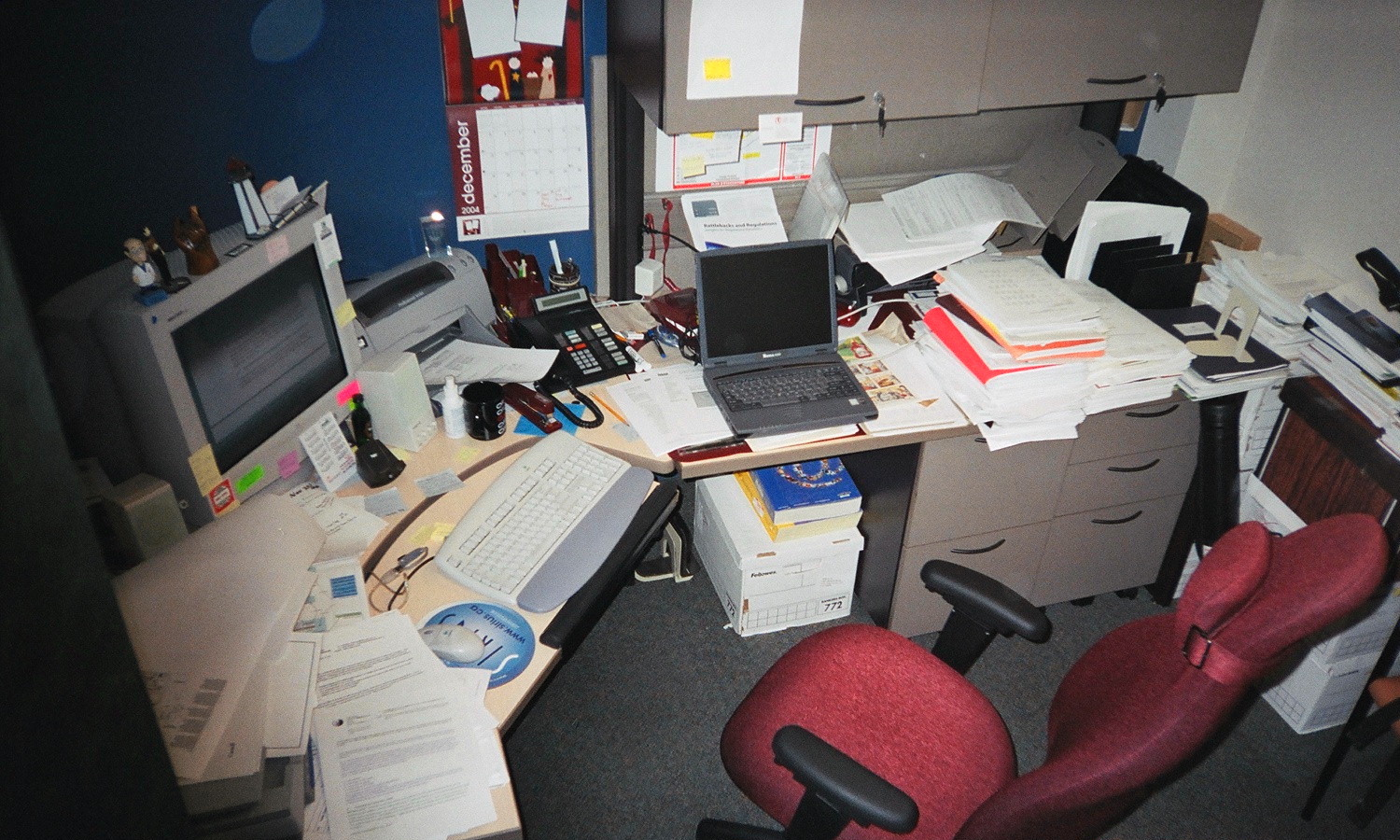
忙亂中的典型21世紀辦公室座位。

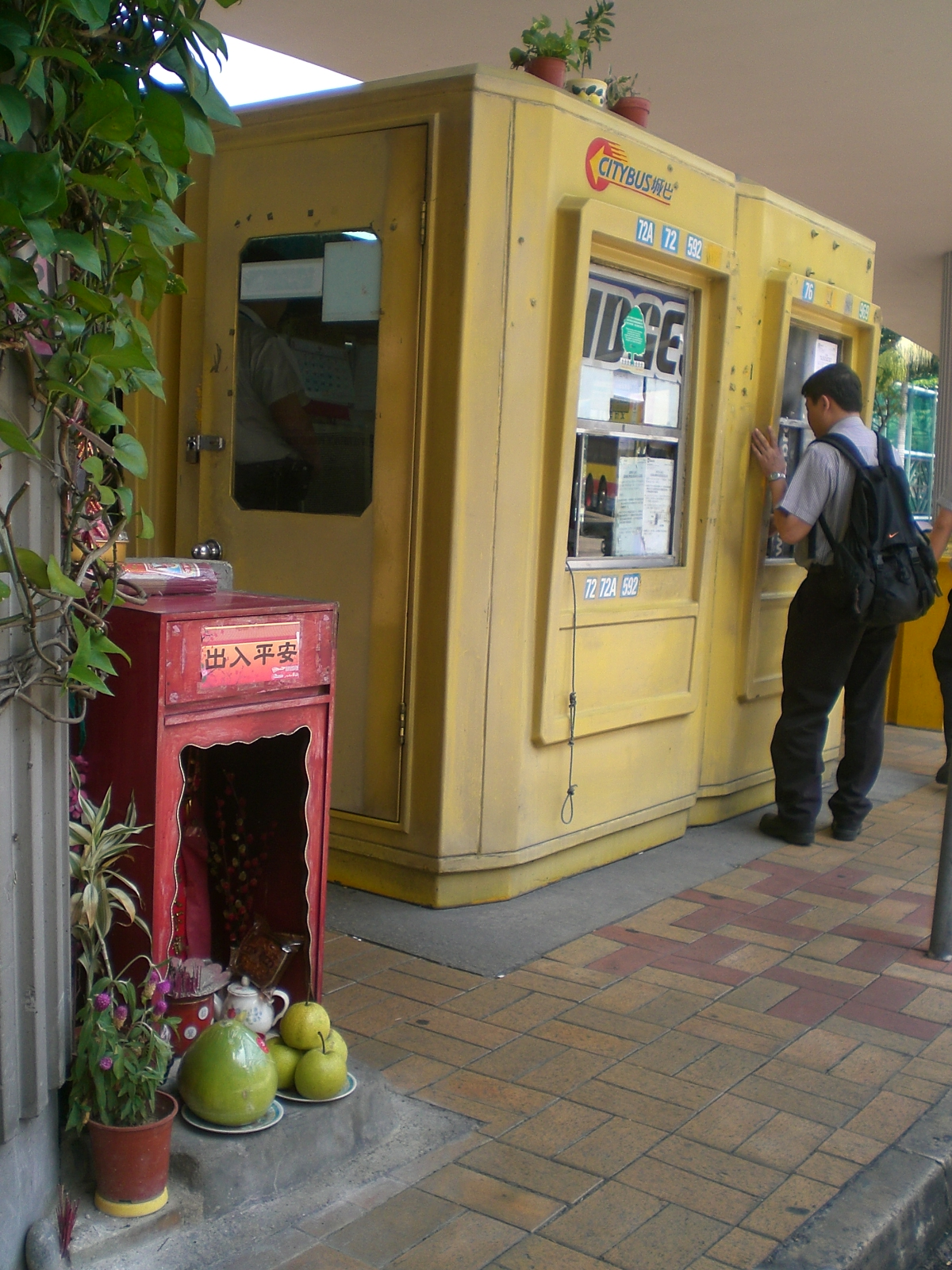
具辦公室功能的車站寫字亭。

辦公室（office），又稱辦公大樓、寫字樓，是一種讓人們在其中辦公（工作）的場所，通常是房間的形態，但隨著電腦與網路的發達，也漸漸出現不需要實體空間的虛擬辦公室（Virtual Office）。內部由辦公室所組成的商業建築則稱為辦公大樓（Office building）。

## 歷史
西方古代的辦公室通常是宮殿或大型廟宇中的一部份。通常是一間存放有大量捲軸的房間，並有抄寫員在其中進行工作。對一些考古學家和大眾媒體而言，這些房間有時也被稱為「圖書館」（libraries），因為這個場所通常與記載有文學作品的捲軸有關。事實上，除了詩歌或虛構的文學作品之外，自從各種記錄、合約、命令、公告等內容都被記載於捲軸上起，這些存放捲軸的房間就有了現代「辦公室」的定義。

## 空間安排
依照不同的功能，辦公室的空間安排有非常多種方式，這將會影響整個辦公室的氣氛和文化，同時對某些公司（特別是時裝、時尚或文化相關的企業）來說也非常重要。安排的考量包括：在同一個房間內工作的人數。因此兩種極端的空間安排可能是：每個工作者都有自己的小房間，或是一個大型的空間讓幾十人、甚至幾百人在一起工作。這種開放式的辦公空間，會有許多工作者在同一個空間工作，也會有一個特定的區域，能讓正在進行某種計畫（例如一個新的軟體計畫）的小組團隊使用。同時這也會造成隱私和安全的喪失，可能會使得公司的機密遭竊或遺失。而介於個人和開放辦公空間的形式，就是使用小隔間的辦公室，在美國漫畫《呆伯特》（Dilbert）中經常可以見到這樣的辦公室類型。這樣的辦公室類型可以保有一定程度的視覺隱私，但卻無法防止聲音的傳遞和祕密的外洩（以聲音形式）

## 辦公大樓

### 一般現代辦公大樓內的基本設施
- 自來水
- 洗手間
- 電力（包括多個插座）
- 照明
- 辦公桌
- 私用自動交換分機（PABX）
- 連結至當地電信公司的光纖連線
- 網路和電話等通訊的同軸電纜或非屏蔽雙絞線
- 停車場
- 升降機
- 緊急出口

## 辦公室裝修佈置
屏風辦公桌同樣也是辦公空間常見的辦公傢俱，簡單來說它是由屏風和辦公桌組合而成的一種組合型辦公桌。多數是提供給各大中小企業辦公室員工使用的，也是一款必不可少的辦公傢俱。而屏風辦公桌的風格亦是一個辦公環境構成的主心，起重要性說大不大說小不小，是一種形象的展示，一種公司文化的表現，對於外來客戶來說很重要。 
辦公屏風桌的常用佈局
一、 蜂巢型佈局 
蜂巢型屬於傳統辦公屏風桌擺放的規劃方式
二、小組型佈局
小組型，以小團隊為單位將辦公室傢俱空間劃分成若干個單元
三、開放型佈局
開放條型是辦公屏風桌規劃運用最為廣泛的形態。
四、獨立型內局
獨立型屬於個人專享的獨立員工工作位